# 汪永铨
汪永铨（1929年—2016年6月30日），男，湖北鄂城人，中国高等教育学家，中国高等教育学科开创者和奠基人之一，曾任北京大学教务长，中国高等教育学会副会长。

## 生平
1983年5月28日至30日，中国高等教育学会在北京召开成立大会，大会选举了第一届理事会成员，他出任常务理事。